# Claudio Terzi
Pour les articles homonymes, voir Terzi.
Claudio Terzi, né le 19 juin 1984 à Milan en Italie, est un footballeur italien qui joue au poste de défenseur.

## Palmarès
- US Palerme :
  - Champion de Serie B en 2014